# Alaa Abbas
Alaa Abbas Abdulnabi Al-Fartoosi (arab. علاء عباس; ur. 27 lipca 1997) – iracki piłkarz grający na pozycji napastnika. Od 2018 jest zawodnikiem klubu Al-Zawraa.

## Kariera piłkarska
Swoją karierę piłkarską Abbas rozpoczął w klubie Karbalaa FC, w którym w 2014 roku zadebiutował w pierwszej lidze irackiej. W 2016 roku przeszedł do Naft Al-Wasat SC, a w 2017 do Naft Al-Junoob SC. W sezonie 2017/2018 ponownie grał w Naft Al-Wasat SC. W 2018 został zawodnikiem Al-Zawraa.

## Kariera reprezentacyjna
W reprezentacji Iraku Abbas zadebiutował 24 grudnia 2018 w wygranym 2:1 towarzyskim meczu z Libanem. W 2019 roku został powołany do kadry na Puchar Azji 2019.